# 大西桃香
大西 桃香（おおにし ももか、1997年〈平成9年〉9月20日 - ）は、日本のアイドル、舞台女優であり、女性アイドルグループ・AKB48の元メンバーである。元チーム8 奈良県代表。奈良県出身。アリゲーター所属。

## 略歴
2014年、『AKB48 Team 8 全国一斉オーディション』に奈良県代表として合格した。
2016年10月よりストリーミングサービス・SHOWROOMでの配信を開始した。2016年10月17日に開始した朝5時30分からの配信をきっかけにAKB48ファンからの知名度や注目度を上げ、2017年3月15日発売のAKB48のシングル「シュートサイン」では初選抜となるなど、グループでの立場や環境は大きく変化した。朝5時30分からの配信は2018年8月13日をもって休止したが、その後も時間は不定として毎日絶えず配信を続け、同年9月12日に継続700日を達成した。2020年5月4日に毎日配信が1,300日を迎えた。2022年4月4日（村山チーム4「手をつなぎながら」公演、大千穐楽の日）に毎日配信が2,000日を迎えた。
2017年に行われた『AKB48 49thシングル 選抜総選挙』では100位圏外であったものの、イベント『AKB48 49thシングル 選抜総選挙 × SHOWROOM』では1位を獲得し、SHOWROOM選抜として「プライベートサマー」のセンターを務めた。同年11月19日、奈良市観光大使に任命された。同年末には『SHOWROOM AWARD 2017』のAKB48賞を太田奈緒、中井りかとともに受賞した。
12月8日に開催された『AKB48劇場12周年特別記念公演』において発表された新チーム体制への移行により、2018年4月よりチーム4との兼任となった。
2018年5月から6月にかけて開催された『AKB48 53rdシングル 世界選抜総選挙』では38位となり、ネクストガールズに選出される。同年10月3日にはSHOWROOM配信1周年を記念した写真集『夢の叶えかた。』を発売した。
11月20日からは、渋谷クロスFMで自身初の冠ラジオ番組「AKB48 大西桃香のSHIBUYA DE PARADISE!!」が放送開始した。
2020年7月29日、自身のTwitterで芸能事務所「アリゲーター」に所属することを報告した。在籍中のチーム8メンバーがAKSおよびDH以外の芸能事務所所属となるのは、大西が初となった。
同年12月3日から6日にかけて東京建物 Brillia HALLにて上演された、スクウェア・エニックスの「NieR: Automata」シリーズを原作とする「舞台 少女ヨルハver1.1a」で舞台作品初主演を務めた。
2021年2月5日公開の「ホリミヤ」にて映画初出演を務めた。
2023年4月末でのチーム8の活動休止に伴い、5月1日よりチームK専任のメンバーとなった。同年5月1日、AKB48メンバーによるソロファンクラブプロジェクトの第一弾メンバーとして、同日よりソロファンクラブを開設。
同年9月20日に2nd写真集『桃の眺め方』を光文社より発売した。
同年10月10日にAKB48劇場で行われた「逆上がり」公演においてAKB48からの卒業を発表した。
2024年2月15日の卒業公演をもってAKB48を卒業した。
卒業後は2024年4月3日のデビュー10周年まで活動を休止する。この日、「芸能活動を楽しめるよう色々模索しながら生きてみようと思いますので」と芸能活動を再開した。
同年4月6日、AKB48卒業後初となるファンクラブ会員限定イベント「大西桃香10周年ミニライブ～ただいま!!～」を開催する。

## 人物
AKB48在籍時は、SHOWROOMでの配信時間の特徴から朝5時半の女と呼ばれていた。
SHOWROOM代表取締役社長の前田裕二からは「努力の人」と絶賛され、毎朝の生配信から始まった大西の活動は「SHOWROOMが目指すことの典型だ」としている。また、「ASCII.jp」や「日経クロストレンド」など、IT系ニュースサイトやビジネスパーソン向けの情報誌・Webメディアでも度々大西の名を挙げてエピソードを紹介しており、2019年2月には「現代ビジネス」にて特別対談を行っている。
チャームポイントは腰のくびれである。

## AKB48での参加楽曲

### シングル選抜楽曲
- 「心のプラカード」に収録
  - 47の素敵な街へ - 「Team 8」名義
- 「希望的リフレイン」に収録
  - 制服の羽根 - 「Team 8」名義
- 「Green Flash」に収録
  - 挨拶から始めよう - 「Team 8」名義
- 「唇にBe My Baby」に収録
  - あまのじゃくバッタ - 「Team 8」名義
- 「翼はいらない」に収録
  - 夢へのルート - 「Team 8」名義
- 「ハイテンション」に収録
  - 思春期のアドレナリン - 「Team 8 WEST」名義
- シュートサイン
- 「願いごとの持ち腐れ」に収録
  - イマパラ
- 「#好きなんだ」に収録
  - プライベートサマー - 「SHOWROOM選抜」名義
- 「11月のアンクレット」に収録
  - 生きることに熱狂を! - 「Team 8」名義
- 「Teacher Teacher」に収録
  - 猫アレルギー - 「Team 4」名義
  - 蜂の巣ダンス - 「Team 8」名義
- 「センチメンタルトレイン」に収録
  - 友達じゃないか? - 「ネクストガールズ」名義
- 「NO WAY MAN」に収録
  - それでも彼女は - 「大人選抜2018」名義
- 「ジワるDAYS」に収録
  - Generation Change - 「AKB48カップリング選抜」名義
- 「サステナブル」に収録
  - 好きだ 好きだ 好きだ - 「Team 8」名義
- 「失恋、ありがとう」に収録
  - ジタバタ - 「Team 8」名義
- 根も葉もRumor
  - 離れていても[29]
  - 西高東低 - 「Team 8」名義
- 元カレです
  - Loss of time - 「Team K」名義
- 久しぶりのリップグロス
  - Sugar night - 「SHOWROOM選抜」名義
- どうしても君が好きだ
  - サヨナラじゃない - 「Team 8」名義
- アイドルなんかじゃなかったら

### アルバム選抜楽曲
『ここがロドスだ、ここで跳べ!』に収録
- へなちょこサポート - 「Team 8」名義

『0と1の間』に収録
- 一生の間に何人と出逢えるのだろう - 「Team 8」名義

### 劇場公演ユニット曲
チーム8「PARTYが始まるよ」公演
- クラスメイト

チーム8「会いたかった」公演
- 涙の湘南
- 恋のPLAN

外山大輔「ミネルヴァよ、風を起こせ」公演
- 口移しのチョコレート
- コップの中の木漏れ日

トップリード「君も8で泣こうじゃないか」公演
- 涙に沈む太陽
- てもでもの涙

村山チーム4「手をつなぎながら」公演
- この胸のバーコード
- 雨のピアニスト
- チョコの行方 ※8人体制公演時

湯浅順司「その雫は、未来へと繋がる虹になる。」公演
- 愛しさを丸めて
- 10クローネとパン
- キャンディー（山本瑠香・行天優莉奈のユニットアンダー）
- フルーツ・スノウ ※8人体制公演時
- 君は僕の風 ※8人体制公演時

「僕の夏が始まる」公演
- Oh ! Baby !
- 最後にアイスミルクを飲んだのはいつだろう?

田口チームK「逆上がり」公演
- エンドロール
- 愛の色

リバイバル公演「僕の太陽」
- 僕とジュリエットとジェットコースター
- 愛しさのdefence

## 作品

### 参加作品
- 「ミュージカル「悪ノ娘」劇中歌CDアルバム」に収録
  - 白の悲鳴[30]

## 出演

### 映画
- ホリミヤ（2021年2月5日）- 加藤佳奈 役[15]
- スリルドライブ短編劇場 第4章「Out of Luck」（2021年10月24日・11月23日[注 1]） - 主演・マイ 役[31]
- ホラーちゃんねる 事故物件（2022年1月21日、Akiba Screening2021上映作品） - 主演・加科ミホ 役[32][33]
- 鬼ベラシ（2025年6月13日）[34]

### テレビドラマ
- そこにあるBU.KI.MI season 2 第9話「転校生にある」（2020年3月2日、テレビ埼玉） - 河野七 役[35]
- ホリミヤ 第1話・2話（2021年2月17日・24日、MBS・TBS）
- #登山部員募集中！（2021年10月7日 - 、千葉テレビ[注 2]） - 主演・西神田ひより 役[36]

### テレビアニメ
- 邪神ちゃんドロップキックX（2022年8月10日、テレビ東京） - 観光客A 役

### 吹替え
- イーダと動物たちの魔法学園（ヨウ〈ロイス・ジフロフスキー〉）[37]
- プリティ・リトル・ライアーズ ORIGINAL SIN（2022年、ファラン・ブライアント〈ザリア〉[38]）

### ラジオ
- リッスン? 2-3（2017年12月7日 - 28日、文化放送） - 月間パーソナリティー[39]
- AKB48 大西桃香のSHIBUYA DE PARADISE!!（2018年11月20日 - 2024年1月16日（毎月第3火曜日）、渋谷クロスFM）[40][41]
- オレたちゴチャ・まぜっ!〜集まれヤンヤン〜（2020年4月26日 - 2021年4月17日、MBSラジオ） - ヤンヤンガールズ12期生

### 舞台
- 劇団れなっち「ロミオ&ジュリエット」（2018年5月9日 - 13日、AiiA 2.5 Theater Tokyo） - ミカポン 役[42]
- KISS KISS KISS（2018年7月19日 - 22日、天王洲 銀河劇場）[43]
- 舞台劇「からくりサーカス」（2019年1月10日 - 20日、新宿FACE） - しろがね・フランシーヌ 役（飯田里穂とのWキャスト）[44]
  - 舞台劇「からくりサーカス」〜デウス・エクス・マキナ（機械仕掛けの神）編〜（2019年10月10日 - 19日、新宿FACE）
- 少女ヨルハ Ver 1.1a（2020年12月3日 - 6日、東京建物 Brillia HALL） - 主演・九号 役[45]
- Flying Trip Vol.17「キミノタケ」（2021年2月17日 - 25日、こくみん共済 coop ホール／スペース・ゼロ） - りんりん 役[46]
- 獅子の如く〜戦国湯舟評定〜（2021年3月23日 - 28日、新宿THEATER BRATS） - 菊 役[47]
- 真・三國無双 ~荊州争奪戦 IF~（2021年9月3日 - 8日、EX THEATER ROPPONGI） - 小喬 役[48]
- ミュージカル「悪ノ娘」（2021年10月8日 - 12日、草月ホール） - クラリス 役[49][50]
- 九識のスプリント〜いざ、駆ける瞬間〜（2021年10月27日 - 11月3日、江戸川区総合文化センター 小ホール） - 滝村綾乃 役[51]
- 修羅雪姫（2021年11月19日 - 21日、CBGKシブゲキ!!） - 寅、あや 役[52]
- 舞台版「マーダー☆ミステリー ～探偵・斑目瑞男の事件簿～」（2021年12月3日、浅草花劇場） - 猿渡薫〈小説家〉 役[53]
- 幽幻道士 キョンシーズ THE STAGE（2021年12月8日 - 12日、新宿村LIVE） - 主演・テンテン 役（長月翠（元ラストアイドル）とのWキャスト）[54][55]
- 梅棒 14th WONDER「おどんろ」（2022年4月8日 - 17日、サンシャイン劇場 / 4月19日、四日市市文化会館 第2ホール / 4月22日 - 24日、COOL JAPAN PARK OSAKA TTホール / 4月27日、高知県立県民文化ホール オレンジホール / 5月7日・8日、ウインクあいち） - ヒロイン・那夢子 役[56][57][58]
- AKB48 Team 8「KISS 8」（キス バイ エイト）-8th Anniversary Special Performance-（2022年5月13日 - 22日、天王洲 銀河劇場）[59][60]
- 音楽劇「Zip&Candy」（2022年6月9日 - 14日、かめありリリオホール） - キャンディー 役（岩立沙穂とのWキャスト）[61]
- 舞台「キミと僕の最後の戦場、あるいは世界が始まる聖戦」（2022年10月21日 - 23日、シアター1010 / 11月10日・11日、COOL JAPAN PARK OSAKA TTホール） - 主演・イスカ 役（長谷川玲奈とのWキャスト）[62][63]
- レジスタンスイレブン〜集いはハロウィンで〜 ガールズ版（2022年10月29日、コフレリオ新宿シアター）[64]
- 舞台「トワツガイ」（2023年6月16日 - 25日、サンシャイン劇場） - 主演・カラス 役[65]
- イッツフォーリーズ公演 ミュージカル「聲の形」（2023年10月4日 - 8日、サンシャイン劇場） - 植野直花 役[66]
- TOKYO COL-CUL COMEDY〜YELLOW&BLACK〜（2023年12月14日・17日、東京カルチャーカルチャー）[67]
- 舞台「咎人の刻印〜レミニセンス〜」（2024年1月18日 - 28日、紀伊國屋ホール） - マドロミ 役[68]
- 舞台「カタバミ」（2024年6月19日 - 23日、シアターサンモール ） - メアリー 役[69]
- 舞台「トワツガイ II」（2024年7月18日 - 23日、大手町三井ホール） - 主演・カラス 役[70]
- 戦国妖狐 THE STAGE 世直し姉弟編（2024年9月27日 - 10月4日、シアター1010） - たま 役[71]
- 刃牙 THE GRAPPLER STAGE -地下闘技場編-（2024年12月14日 - 18日、新宿FACE） - 松本梢江 役[72]
- 殺し屋トレイシー兄弟の楽しすぎる夜（2025年3月19日 - 23日、シアターサンモール） - サラ・ウィルソン 役[73]
- 舞台「PERSONA3 Lunation the Act」（2025年7月6日 - 13日、シアターGロッソ） - 岳羽ゆかり 役[74]

#### 朗読劇
- 朗読劇「リップシルド」（2021年4月17日、六本木バードランド）[75]
- 朗読劇「海辺の街でもう一度、あの日の彼女に会えたなら」（2022年2月19日・20日、新宿アルタKey Studio） - もも 役[76]
- Girls Reading theater「童話シリーズ」GW Special（2022年5月3日 - 5日、浅草花劇場）[77]
- 朗読劇「3と1/2の海の底〜three and a half in the SEA〜」（2022年7月8日、新江ノ島水族館 相模湾ゾーン水槽前）[78]
- 朗読劇「echo」（2023年1月14日 - 15日、KIWA TENNOZ）[79]
- リーディングドラマ 『ロミオとジュリエット』（2023年8月13日、あうるすぽっと） - ジュリエット 役[80][81]
- アリゲーター朗読劇「Le Petit Prince〜星の王子さま〜」（2023年11月28日 - 29日、KIWA TENNOZ）[82]
- 朗読劇「夢から醒めない夢を見よ。」（2024年9月13日、シアター・アルファ東京）[83]
- ハイセンスA3-D朗読演劇「ガールズ&シーブズ〜銀行強盗は放課後に〜」（2025年5月30日 - 6月1日、シアターマーキュリー新宿） - 香 役[84]

### CM・広報
- 奈良市リニア新駅誘致PR動画（2018年12月21日 - [注 3]、奈良市役所）[85][86]
- NTTファシリティーズ PR動画「ファシリティの未来を、共に創る」（2025年4月7日 - ）[87][88]

### ゲーム
- ラルナ〜勇者物語〜 - フェアリス 役[89]（配信中止）[90]
- アストラ・テイル〜愛と絆の物語〜 - フェアリス 役[91]

### ネット配信
- ＠JAM EXPO 2017 トークステージ SHOWROOM人気番組大集合！（2017年8月27日、SHOWROOM） - MC[92]
- よーすぴサンタ2020 #ニーアクリスマス 特番（2020年12月24日、ニコニコ生放送・Square Enix YouTubeチャンネル）[93]
- 短編ネットドラマ「マネーの馬鹿～ガールズ版～」（2021年3月20日 - 6月27日、TERMINAL PF） - 平田 役[94]
- 一瞬の恋（2022年4月 - 、Amazon Prime Video） - 主演・石橋涼子 役（村山優香とのW主演）[95]

### イベント
- ミ・ナーラ オープニングセレモニー（2018年4月24日、ミ・ナーラ）[96]
- 奈良市再発見フェスタ～リニアが拓く奈良市の未来～（2018年6月24日、ならファミリー）[97]
- ツーリズムEXPOジャパン2018（2018年9月22日、東京ビッグサイト）[98]
- 大西桃香 ハピピランド立川イベント（2021年7月18日、ハピピランド立川店） - 1日店長[99]
- 第49回奈良ブロック大会（2021年9月12日、なら100年会館 中ホール）[100]
- TOKYO SAKE FESTIVAL 2021（2021年12月16日・17日、秋葉原UDX） - ゲスト[101]

## コラボレーション
- 麺屋武蔵×大西桃香 誕生日企画コラボレーションラーメン「鯛豚骨醤油ら〜麺」（2021年9月1日販売）[102]
- 梅之宿酒造「桃色の雫」（2021年10月9日発売）[103]

## 書籍

### 著書
- 47の素敵な日本酒（2024年2月7日、幻冬舎）ISBN 978-4344042308[104]

### 写真集
- 夢の叶えかた。（2018年10月3日、幻冬舎、撮影：青山裕企）ISBN 978-4344033344[11]
- 桃の眺め方（2023年9月20日、光文社、撮影：カノウリョウマ）[18]

### デジタル写真集
- 愛されるチカラ（2025年1月27日、集英社［週プレ PHOTO BOOK］、撮影：篠田直人）[105]

### フォトブック
- なでしこ童話 vol.2「オズの魔法使い」（2021年11月13日、オフィスインベーダー） - ドロシー 役[106]

### ウェブ連載
- 幻冬舎plus（2022年1月17日 - 2023年12月17日、幻冬舎） - 「NiHonShu47 47の素敵な日本酒」を連載[107]